# Hémisphère sud

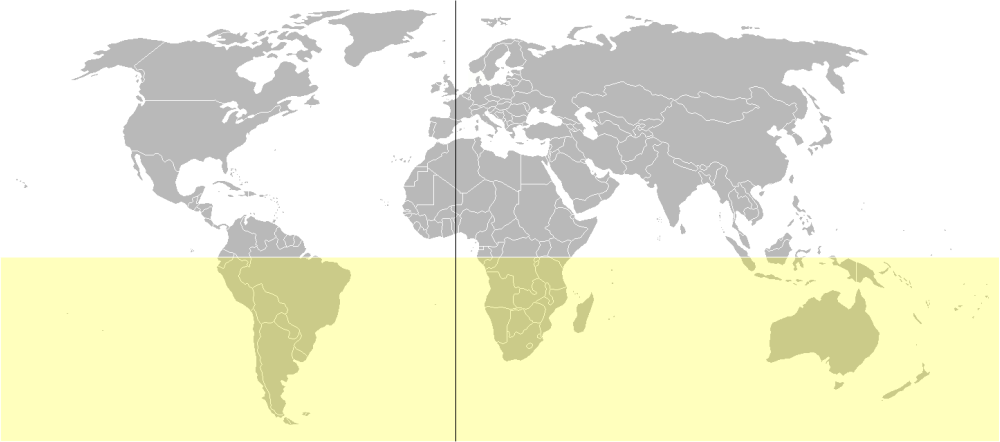
Carte de l'hémisphère sud terrestre (en jaune).

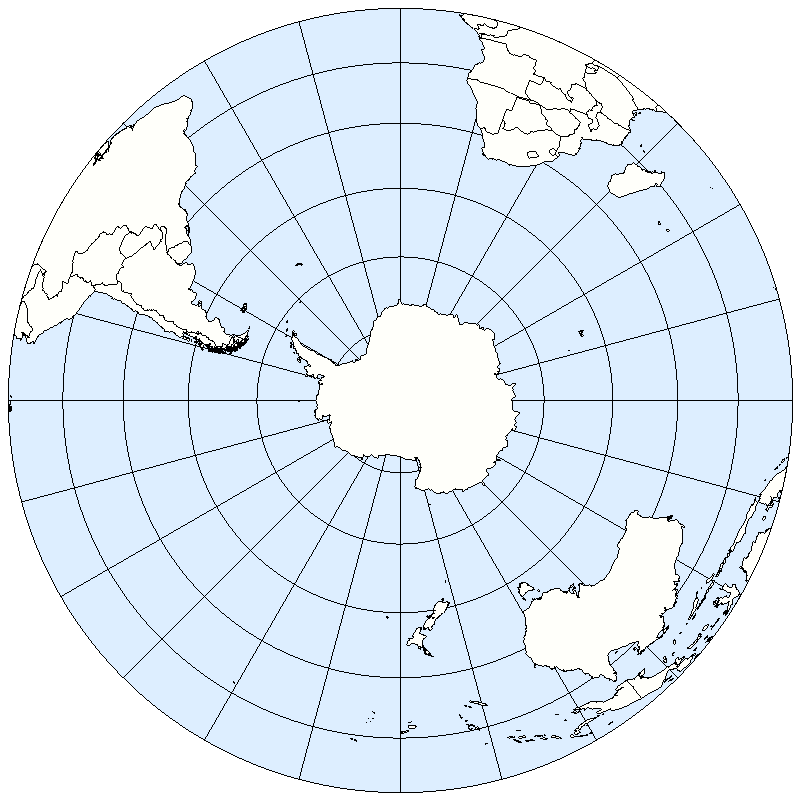
Projection polaire de l'hémisphère sud terrestre.

L'hémisphère sud, austral ou méridional est la moitié qui s'étend entre l'équateur et le pôle Sud d'une planète.
En astronomie, l'hémisphère sud est la partie du ciel située au sud de l'équateur céleste (déclinaisons négatives).

## Description
L'hémisphère sud terrestre est essentiellement marin. Les terres émergées (50 millions de kilomètres carrés) ne représentent que 20 % de sa surface et le tiers des terres émergées terrestres. Entre 50 et 65 degrés de latitude sud, il n'y a quasiment pas de terre émergée, ce qui n'est pas le cas de l'hémisphère nord. Le point culminant de cet hémisphère est l'Aconcagua en Argentine, plus haut sommet de la cordillère des Andes avec 6 962 m, et situé à 150 kilomètres au nord-est de la capitale chilienne, Santiago. L'Antarctique est le seul continent sans population indigène ; avec sa glace, il contient environ 70 % des réserves d'eau douce disponible planétaire. 
L'hémisphère sud terrestre, en géopolitique ou en économie, comprend de nombreux pays émergents (Brésil, Chili, et au sud de l'Afrique) et quelques pays industrialisés (en Océanie), par opposition à l'hémisphère nord. Il est à remarquer qu'une petite partie de l'humanité (un peu plus de 10 % de la population totale) vit dans cet hémisphère. 
Le portugais y est la langue la plus parlée, devant le malais-indonésien et l'anglais.

## Typographie
Des sources spécialisées en typographie, dont le Lexique des règles typographiques en usage à l’Imprimerie nationale et Jean-Pierre Lacroux préconisent la minuscule à l'adjectif « sud ». 
D'autres sources dont la typographie n'est pas la spécialité, comme le Trésor de la langue française informatisé, font de même ou bien utilisent la majuscule, comme le Larousse.
L'Académie française a un usage variable,.
Des sites canadiens comme la Banque de dépannage linguistique ou Termium Plus mettent la majuscule à « Sud ».